# Lugari (district)
Lugari is een Keniaans district in de provincie Magharibi. Het district telt 215.920 inwoners (1999) en heeft een bevolkingsdichtheid van 322 inw/km². Ongeveer 1,2% van de bevolking leeft onder de armoedegrens en ongeveer 61,0% van de huishoudens heeft beschikking over elektriciteit.
Hoofdplaats is Lugari.

## Geboren
- Mark Kiptoo (1976), atleet